# Denaro

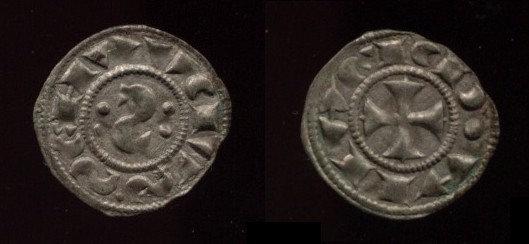
denaro del siglo XII

El denaro fue una moneda similar al denario que circuló en varios Estados italianos hasta constituirse la unidad nacional, común a todos ellos. 
- En la Edad Media, era la moneda de vellón.
- En la Edad Moderna, en Milán era una moneda de cobre que valía un dinero.